# Люберецки район
Люберецки район (на руски: Люберецкий район) е административно-териториална единица в източната част на Московска област, Русия. Административен център е град Люберци.
Площта на района възлиза на 122,31 km², а населението е 306 764 души през 2017 г.

## Климат
Климатът в Люберецки район е умереноконтинентален (Dfb по Кьопен) с горещо и сравнително влажно лято и дълга студена зима.

## Население
| 1959    | 1970    | 1979    | 1989    | 2002    | 2006    | 2009    | 2010    | 2011    | 2012    |
| ------- | ------- | ------- | ------- | ------- | ------- | ------- | ------- | ------- | ------- |
| 374 593 | 174 951 | 146 058 | 139 730 | 255 720 | 242 753 | 241 675 | 265 113 | 272 390 | 272 390 |